# Xian de Yongshou
Le xian de Yongshou (永寿县 ; pinyin : Yǒngshòu Xiàn) est un district administratif de la province du Shaanxi en Chine. Il est placé sous la juridiction de la ville-préfecture de Xianyang.

## Démographie
La population du district était de 180 581 habitants en 1999.